# Coracina caesia
Coracina caesia е вид птица от семейство Campephagidae.

## Разпространение
Видът е разпространен в Бурунди, Камерун, Демократична република Конго, Екваториална Гвинея, Етиопия, Кения, Малави, Мозамбик, Нигерия, Руанда, Южна Африка, Южен Судан, Судан, Свазиленд, Танзания, Уганда и Зимбабве.